# Veicoli replica

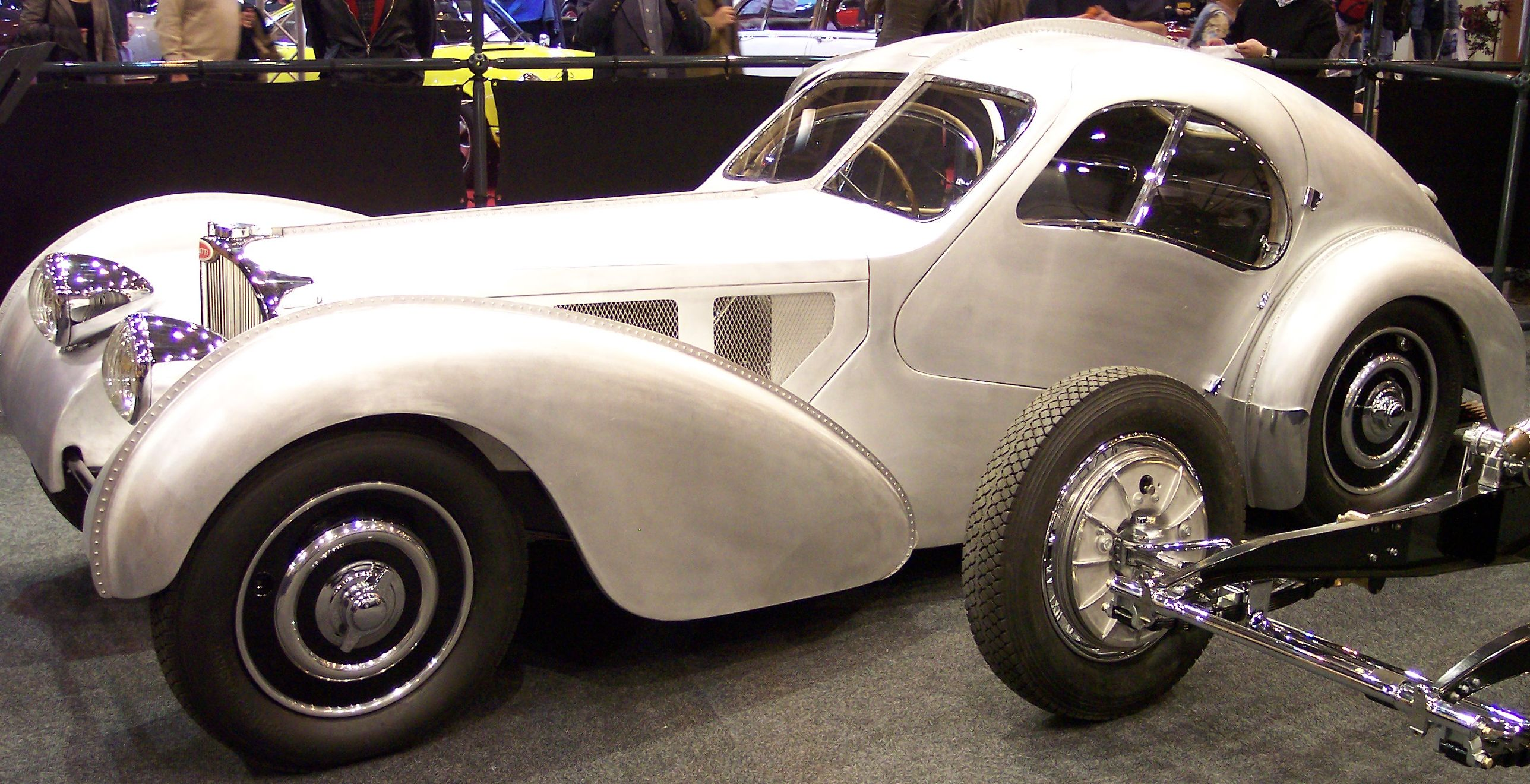
Replica del prototipo Bugatti Tipo 57 Coupé Aérolithe del 1935, scomparso durante la seconda guerra mondiale

I veicoli replica sono mezzi di locomozione, come automobili, motocicli, aerei o imbarcazioni, che vengono costruiti allo scopo di riprodurre veicoli del passato, divenuti celebri per meriti sportivi, storici, commerciali o d'immagine, non più in produzione o esemplari unici andati distrutti.
In alcuni casi la riproduzione è caratterizzata dal mantenimento dell'elevata fedeltà all'originale, in altri è la figura ottenuta che richiama l'aspetto esteriore dell'originale, pur avendo caratteristiche tecniche diverse. Può succedere così che vengano conservate, come elementi meramente estetici, caratteristiche esteriori che derivavano da precise ragioni tecniche. Un esempio può essere fornito, in alcuni modelli,  dalla presenza di un lungo vano motore, le cui dimensioni erano giustificate dalla necessità di accogliere motori con geometria di molti cilindri in linea: questo elemento, molto caratterizzante, può essere conservato anche in presenza di scelte tecniche (motori con diverse e più compatte geometrie) che non ne giustificherebbero più l'adozione.

## Repliche commerciali

### Le automobili
In campo automobilistico la moda delle "replica", anche definite con il termine inglese replicar, ebbe inizio in Europa negli anni sessanta, per poi diffondersi nel continente americano e superare il XX secolo, con altalenanti fortune commerciali.
Nel 1961 venne fondata la belga APAL che si prefiggeva di riprodurre, in poliestere rinforzato, le carrozzerie di automobili sportive non più in produzione. Iniziò con il realizzare, nel 1962, una replica della Porsche 356 Carrera Abarth GTL e divenne famosa in tutto il mondo per la replica della Porsche 356 Speedster, prodotta dal 1966 al 1998.
Tra i primi esempi di replica vintage, occorre citare l'Alfa Romeo Gran Sport Quattroruote del 1965, che replicava le forme della celeberrima "6C 1750 Gran Sport" degli anni trenta, su meccanica della ben più moderna Giulia. Ideata dalla rivista settoriale Quattroruote, veniva realizzata dalla carrozzeria Zagato e, caso rarissimo, venduta ufficialmente dalla rete commerciale Alfa Romeo.
L'esempio venne seguito, con diverse interpretazioni, anche da altre carrozzerie italiane, nel tentativo di sopravvivere alla grave crisi determinata dalla dominante produzione seriale. Oltre alla produzione in proprio, vennero anche eseguiti studi e prototipi per nascenti case straniere come l'americana Excalibur che esordì nel 1968, ai saloni di Londra, Torino e Parigi, con il pregevole modello "35 X", replica della Bugatti 57 S, realizzata dalla carrozzeria Vignale su progetto di Giovanni Michelotti e meccanica Opel CIH Six della "Commodore GS". 
A partire dagli anni novanta questa particolare tendenza stilistica è stata messa a frutto anche da importanti case automobilistiche, con modelli ispirati al passato, prodotti in grande serie, come la BMW Z3 del 1996 ispirata alla precedente "507", la Volkswagen New Beetle del 1998 ispirata al "Maggiolino", la Citroën C3 del 2002 ispirata alla "2CV" e la FIAT 500 del 2007 ispirata all'omonimo modello, presentato mezzo secolo prima.
Le vetture maggiormente utilizzate come modelli di stile per le repliche sono le spyder inglesi degli anni quaranta-cinquanta, particolarmente le MG T e le Jaguar XK, oltre alle auto sportive italiane degli anni sessanta-settanta, particolarmente Ferrari e Lamborghini.

#### Principali produttori specializzati in automobili replica
- A&CA
- APAL
- Auto Forge
- Autotune
- Beauford
- Beck Development
- BRA
- Bufori
- De La Chapelle
- Evante
- Excalibur
- Lafer
- Panther
- Replicar Lisbon
- Wiesmann
- Zimmer

### I motocicli
In campo motociclistico il termine "replica" può assumere diversi significati. Nella seconda metà del XX secolo veniva definita replica una motocicletta costruita in piccola serie, riproducente in tutto o in parte le caratteristiche di un modello sportivo della stessa casa che avesse riportato importanti successi sportivi, come ad esempio la Ducati 900 Mike Hailwood Replica del 1979.
In tempi recenti, più che di modelli è corretto parlare di versioni. Si tratta infatti di allestimenti che riproducono le colorazioni e le forme delle sovrastrutture di moto da competizione, come nel caso della Yamaha R6 Replica Moto GP del 2006 che si richiama esteticamente alla Yamaha M1 ufficiale, impiegata nel coevo Motomondiale.

## I falsi

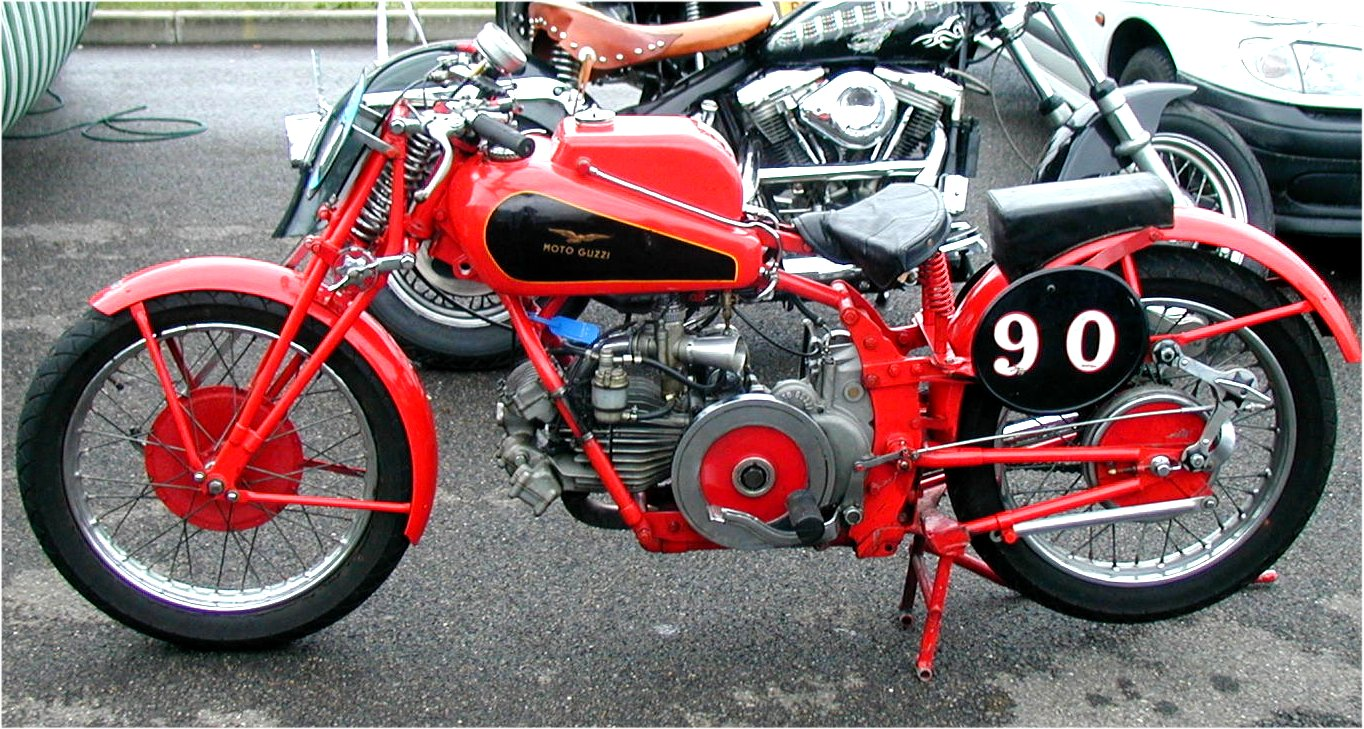
Replica artigianale della Moto Guzzi Condor su base "GTW".

Esiste anche una vasta produzione artigianale di costose "repliche non dichiarate" d'auto e moto, ovvero recanti i marchi e fregi degli originali, riproducenti veicoli particolarmente rari e molto ricercati nel mercato dei veicoli d'epoca. In alcuni casi, si tratta di riproduzioni piuttosto fedeli, clandestinamente realizzate con l'intento truffaldino di venderle come esemplari originali a qualche sprovveduto e danaroso collezionista. Tra i casi più celebri e discussi, quello di due Ferrari 330 P con identico numero di telaio ed entrambe legittimate da expertise, approdato al tribunale di Modena e dibattuto in anni di perizie e controperizie.
Più comunemente, le riproduzioni di veicoli sportivi vengono realizzate allo scopo di utilizzarli nelle competizioni riservate alle auto e moto storiche, con lo scopo di surrogare e preservare gli originali, o da semplici appassionati per il gusto di mostrarli ai raduni.